# Urkan
Der Urkan (russisch Уркан, Правый Уркан) ist ein rechter Nebenfluss der Seja in der Oblast Amur im Fernen Osten Russlands. Zur Unterscheidung vom gleichnamigen linken Nebenfluss der Seja an deren Oberlauf wird der Fluss auch als „Rechter Urkan“ bezeichnet.
Der Urkan entsteht am Zusammenfluss seiner Quellflüsse Bolschoi Urkan (links, „Großer Urkan“) und Maly Urkan (rechts, „Kleiner Urkan“). Beide Quellflüsse entspringen im Tukuringragebirge. Der Urkan fließt in überwiegend östlicher Richtung durch die Amur-Seja-Ebene und mündet nach 304 km rechtsseitig in die Seja. Der Urkan entwässert ein Areal von 16.200 km². 34 km oberhalb der Mündung beträgt der mittlere Abfluss (MQ) 103 m³/s. Größere Nebenflüsse sind Tynda und Arbi, beide von links.